# Съюз на българските музикални и танцови дейци
Съюзът на българските музикални и танцови дейци (СБМТД) е синдикална организация на български музиканти, танцьори и др.
Според официалния си сайт организацията е основана през 1901 г. под името Първо сдружение на професионалните музиканти в България. През 1902 г. се преименува в Първа музикална спомагателна дружба „Цар Давид“. Около войните дейността на организацията запада. През 1965 г. е свикан учредителен конгрес на Съюза на музикалните дейци. На извънреден конгрес през 1990 г. се преименува на Съюз на българските музикални и танцови дейци.
През годините начело на Съюза са именити музиканти като професорите Александър Нейнски, Георги Робев, Димитър Козев, Веселин Байчев, Драгомир Ненов, Жени Захариева и Петя Бъговска. Настоящият председател е Станислав Почекански, който е избран през април 2015 г.
Всяка година на 1 ноември СБМТД връчва награди „Кристална лира“.